# Bagnols-les-Bains
Pour les articles homonymes, voir Bagnols.
Bagnols-les-Bains est une ancienne commune française, située dans le département de la Lozère en région Occitanie. Elle est intégrée depuis le 1er janvier 2017 dans la commune nouvelle de Mont-Lozère-et-Goulet.
Ses habitants sont appelés les Bagnolais.

## Géographie

### Localisation
Située sur le flanc nord du mont Lozère, la station thermale de Bagnols-les-Bains étage au-dessus du Lot ses solides maisons de caractère, à proximité des gorges du Tarn et du parc national des Cévennes.

### Communes limitrophes
|          |                   |                                                 |
| Chadenet | Bagnols-les-Bains | Saint-Julien-du-Tournel (Mont Lozère et Goulet) |
|          |                   |                                                 |

## Toponymie
- Au temps des Romains : ‘Aqua Calida’ ‘Balneum’
- Au VIIe siècle : ‘Baïols, ’ ‘Balneolum, ’ ‘Baies’
- En 1219, mentionné comme ‘Baet ’
- Au XIVe siècle ‘Balnolea’
- En 1607, mentionné ‘Balnea’
- En 1607, 1677, 1688, mentionné ‘Bagnols’
- En 1776, mentionné ‘Balneola’
- Du XIXe au  XXe siècle, ‘Bains de Bagnols’, ‘Bagnols (Lozère)’ et même ‘Bagnols-les-Bains’
- La commune de Bagnols prend le nom officiel de ‘Bagnols-les-Bains’ par décret du 27 février 1961.

Traditionnellement, le nom de la commune est Banhòus en occitan selon la norme classique et se prononce [ba'ɲɔs].

## Histoire

### Entre 390 et 230av. J.-C.
Trois tribus celtiques : les Cadurques, les Rutènes et les Gabales quittant la Franconie et les bords du Main seraient venues se fixer au sud du Massif-Central. Les Gabales s’installèrent dans le pays cévenol. Le mot « Gabales » viendrait d’une racine Celte, signifiant « envahisseurs » ou « conquérants à cheval ».
Dans la haute vallée du Lot, le sol fertile et riche en minerais attirait l’homme et lui permettait de développer l’agriculture, l’élevage, et plus tard, la matière première pour la métallurgie du cuivre, du bronze et du fer.

### Aujourd'hui

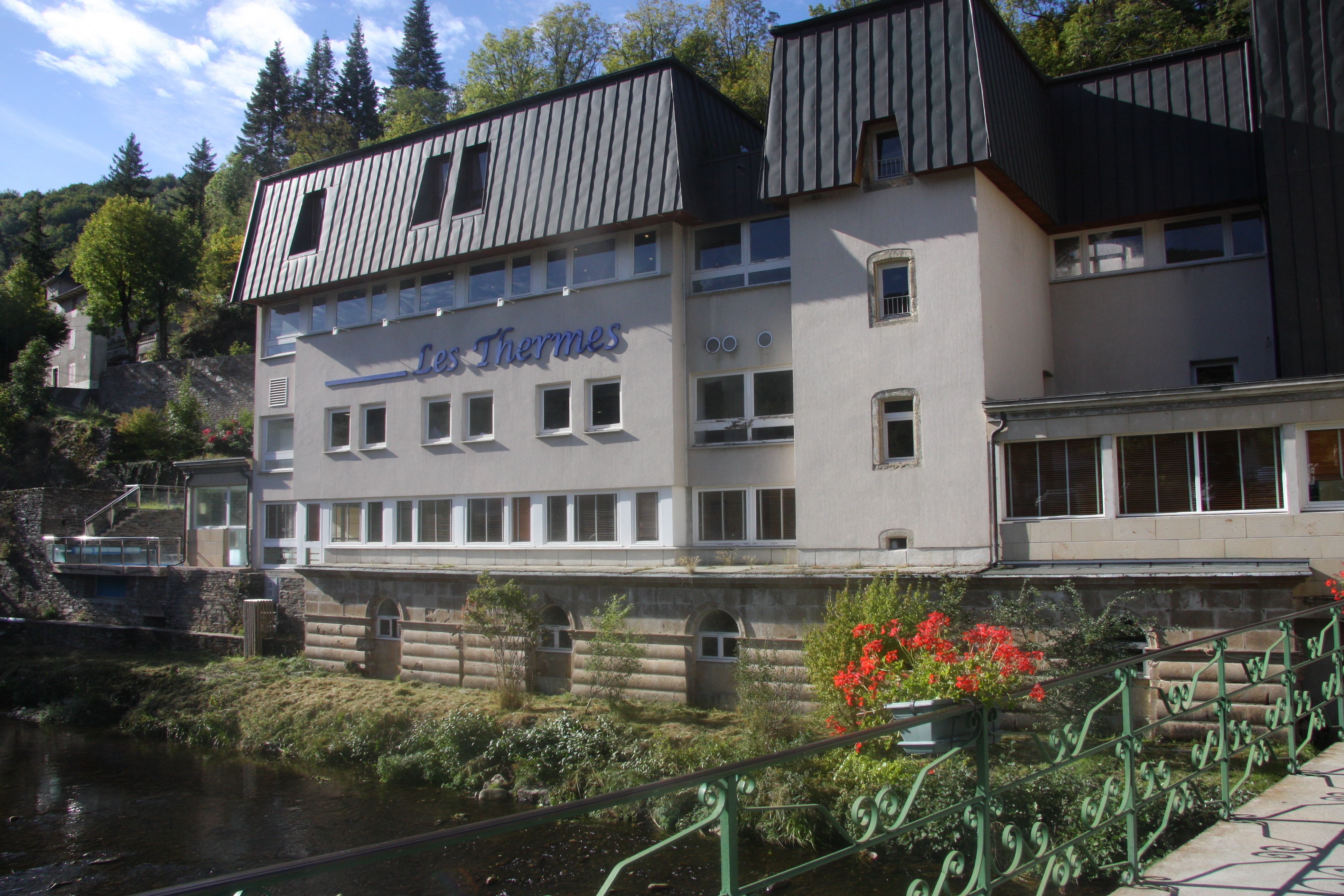
L'établissement thermal.

Depuis 1978, la station thermale moderne répond aux exigences actuelles d’une cure thermale. Les effets d’une source chaude (41,5 °C), sulfurée et bicarbonatée, se conjuguent à ceux d’une source froide (9,5 °C), pour soigner les affections rhumatismales, l’asthme et les allergies respiratoires.
La station bénéficie de cautions très anciennes : elle existe déjà à l’époque romaine, comme dit ci-dessous (des fouilles ont exhumé la source originelle et son bassin carré), et Sidoine, évêque de Clermont, au Ve siècle, vante déjà les vertus curatives des eaux de Bagnols, dans une lettre adressée à un ami. C'est le préfet Thomas Bluget de Valdenuit
qui vers 1824 fait redémarrer la station thermale, sur laquelle il écrit une Notice sur des substances trouvées dans le bassin de la source thermale de Bagnols-les-Bains.
La trace formelle du passage des Romains est repérée lors des travaux importants effectués dans les Thermes en 1764 par le comte de Morangiès, seigneur et propriétaire de Bagnols, et en 1837 par M. Marius Richard. On découvre en effet une quantité considérable de briques romaines, de fragments de pierre de taille ornées de feuilles d’acanthe, des urnes sépulcrales, des vases, des monnaies anciennes et les vestiges d’anciennes piscines construites en béton, d’une grande beauté.
Le 23 novembre 1857, la station thermale de Bagnols devient la première en France à être reconnue d’utilité publique par décret impérial.
Un décret, du 10 août 1934, érige la commune de Bagnols-les-Bains en station hydrominérale et climatique, et crée dans cette station une chambre d’industrie thermale et climatique.

### La légende de sainte Énimie
Sainte Énimie, fille de Clotaire II et sœur du Bon Roy Dagobert, vint en Gévaudan chercher la source qui doit la guérir de la lèpre. Selon la légende, arrivé en Gévaudan, le cortège ne parvient pas à trouver Burle, et, en demandant le chemin d'une source pouvant guérir, une femme lui en indique une. Cependant, un ange indique à Énimie que la source dans laquelle elle se baigne n'est pas celle recherchée. Elle se trouve alors à Bagnols-les-Bains, où « Dieu fait là de puissantes choses, pour ceux qui viennent chercher la santé ».
En souvenir de son passage, Bagnols a choisi sainte Énimie comme sainte patronne.

## Politique et administration
| Période      | Période  | Identité       | Étiquette | Qualité  |
| ------------ | -------- | -------------- | --------- | -------- |
| janvier 2017 | mai 2020 | Francis Castan | DVG       | Retraité |
| mai 2020     | En cours | Malika Folcher |           |          |

## Démographie
L'évolution du nombre d'habitants est connue à travers les recensements de la population effectués dans la commune depuis 1793. À partir du 1er janvier 2009, les populations légales des communes sont publiées annuellement dans le cadre d'un recensement qui repose désormais sur une collecte d'information annuelle, concernant successivement tous les territoires communaux au cours d'une période de cinq ans. 
Pour les communes de moins de 10 000 habitants, une enquête de recensement portant sur toute la population est réalisée tous les cinq ans, les populations légales des années intermédiaires étant quant à elles estimées par interpolation ou extrapolation. Pour la commune, le premier recensement exhaustif entrant dans le cadre du nouveau dispositif a été réalisé en 2004,.
En 2014, la commune comptait 209 habitants, en évolution de −8,73 % par rapport à 2009 (Lozère : −1,04 %, France hors Mayotte : +2,49 %).
| 1793 | 1800 | 1806 | 1821 | 1831 | 1836 | 1841 | 1846 | 1851 |
| ---- | ---- | ---- | ---- | ---- | ---- | ---- | ---- | ---- |
| 380  | 380  | 371  | 402  | 398  | 359  | 386  | 397  | 430  |

| 1856 | 1861 | 1866 | 1872 | 1876 | 1881 | 1886 | 1891 | 1896 |
| ---- | ---- | ---- | ---- | ---- | ---- | ---- | ---- | ---- |
| 376  | 390  | 417  | 422  | 416  | 470  | 538  | 461  | 403  |

| 1901 | 1906 | 1911 | 1921 | 1926 | 1931 | 1936 | 1946 | 1954 |
| ---- | ---- | ---- | ---- | ---- | ---- | ---- | ---- | ---- |
| 408  | 370  | 372  | 393  | 369  | 346  | 331  | 320  | 246  |

| 1962 | 1968 | 1975 | 1982 | 1990 | 1999 | 2004 | 2009 | 2014 |
| ---- | ---- | ---- | ---- | ---- | ---- | ---- | ---- | ---- |
| 232  | 208  | 216  | 240  | 200  | 243  | 245  | 229  | 209  |

## Culture locale et patrimoine

### Lieux et monuments

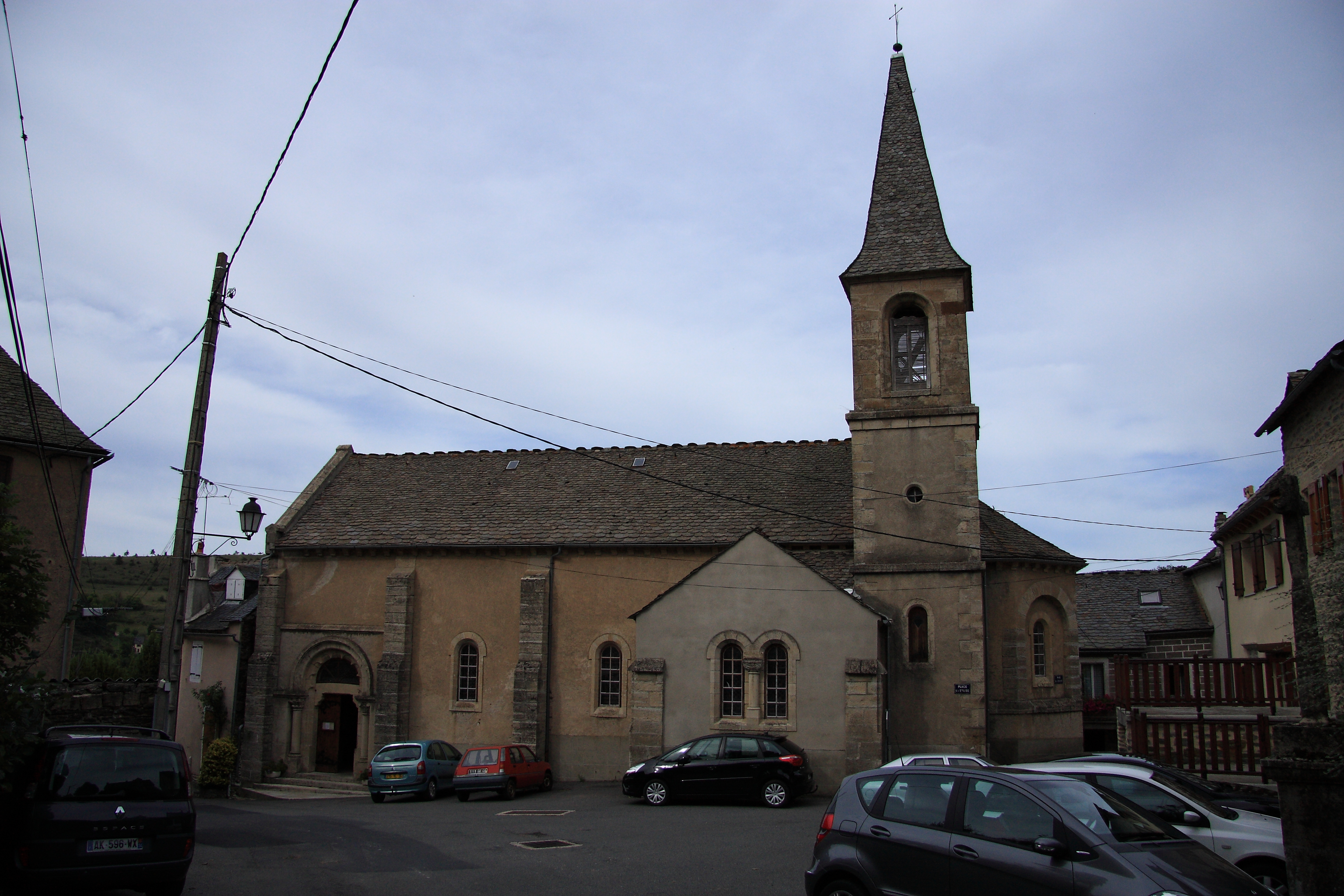
L'église Sainte-Énimie

- Église Sainte-Énimie de Bagnols-les-Bains
- Le Vallon du Villaret « Parc de Découverte »
- Plan d'eau
- Forêt domaniale de 1 000 ha de la Loubière

### Personnalités liées à la commune
- Thomas Bluget de Valdenuit contribua, en tant que préfet, au développement de la station thermale.

### Héraldique
| Bagnols-les-Bains | Le blasonnement de Bagnols-les-Bains est : d'azur à la fontaine jaillissante d'argent surmontée de deux étoiles d'or La fontaine fait bien évidemment référence à la cité thermale. |